# Kaiser-Wilhelm-Denkmal (Halle)

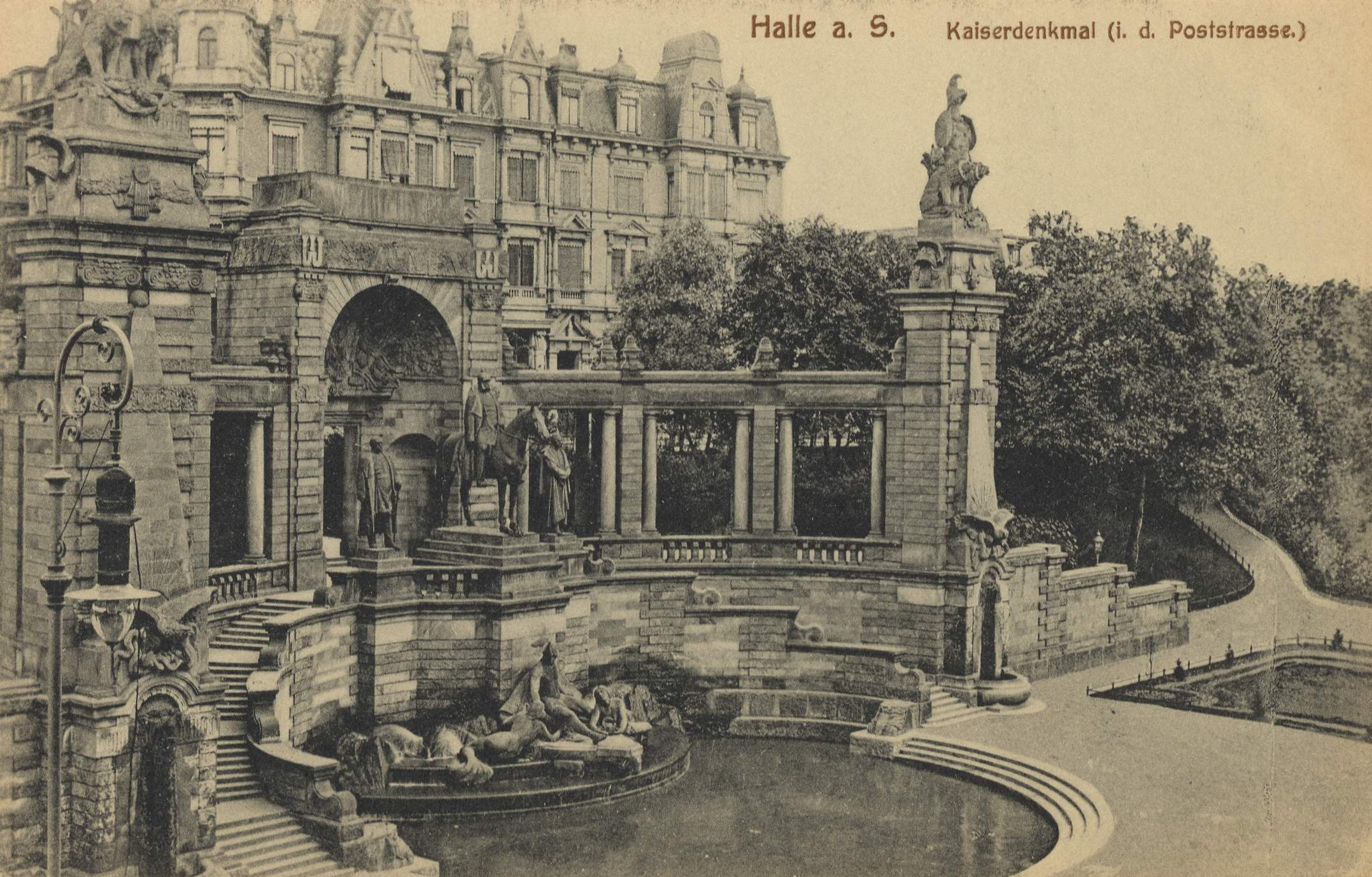
Kaiser-Wilhelm-Denkmal in Halle (Saale)

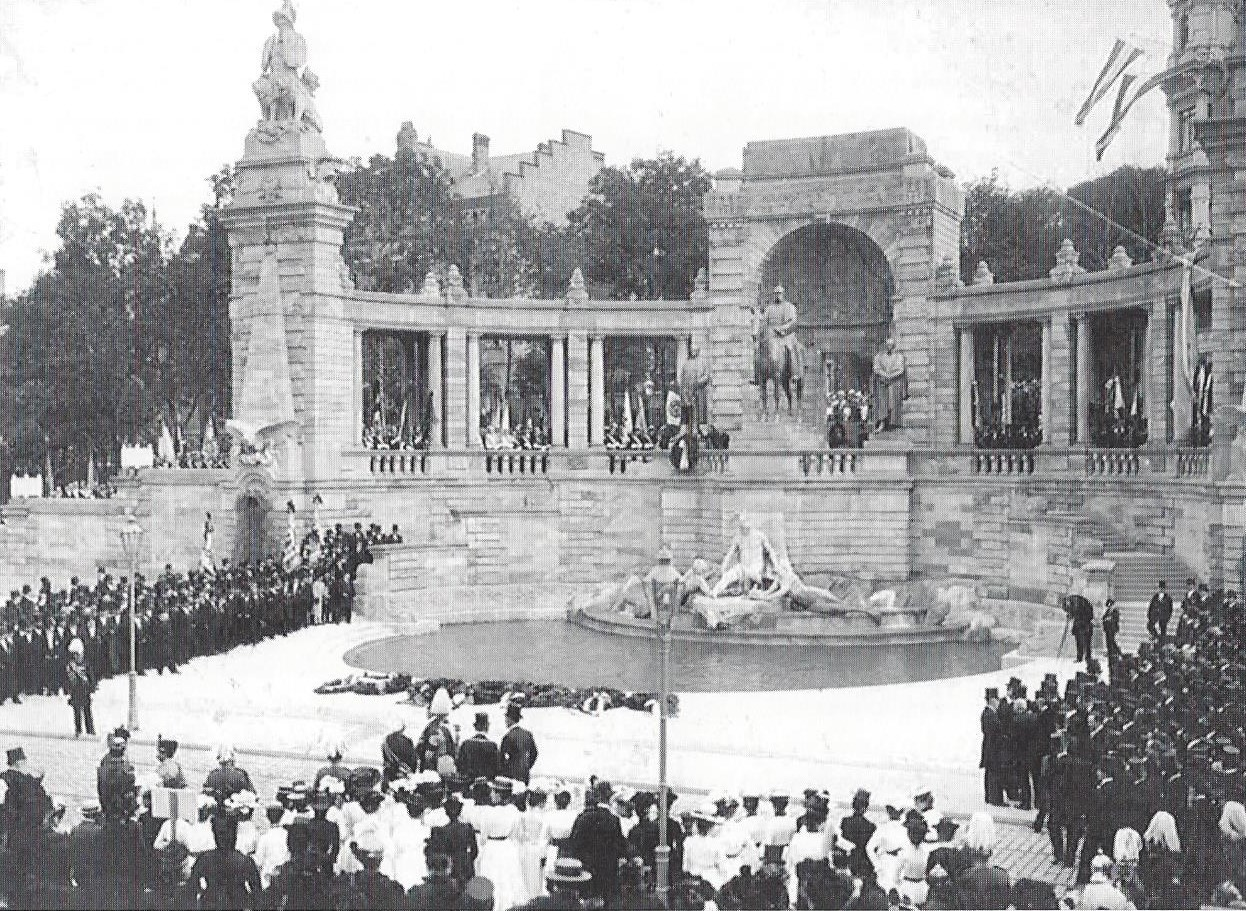
Einweihung (1901)

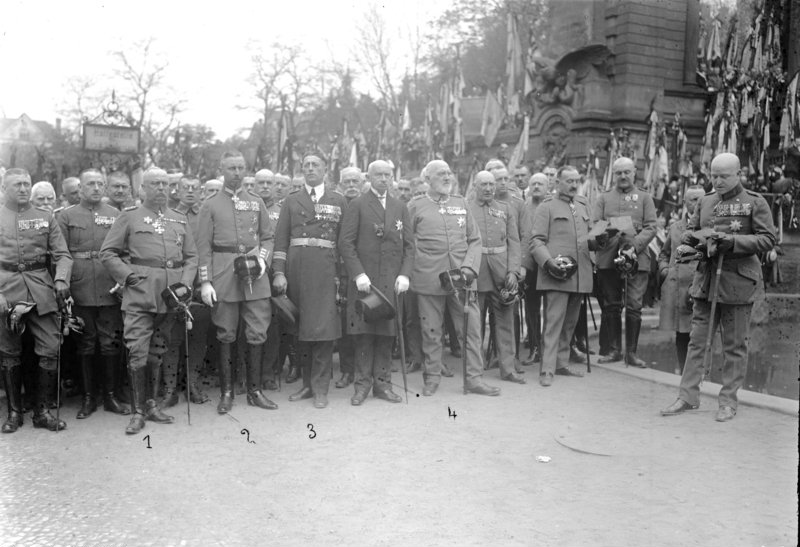
„Deutscher Tag“ (1924)

Das Kaiser-Wilhelm-Denkmal war eine Gedenkanlage in Halle (Saale).

## Lage
Mit dem Abbruch der Stadtmauer und der Beseitigung anderer Verteidigungsanlagen am heutigen Altstadtring von Halle entstand der Hansering, der damals noch nach der Oberpostdirektion „Poststraße“ genannt wurde. Entlang dieser Straße entstanden weitere repräsentative Gebäude wie das Landgericht Halle und diesem schräg gegenüber wurde zu Beginn des 20. Jahrhunderts eine umfangreiche Gedenkanlage errichtet, die sich hauptsächlich Kaiser Wilhelm widmete und daher auch nach ihm benannt wurde. Neben diesem waren Statuen von Otto von Bismarck und Helmuth von Moltke integriert.

## Geschichte
Nach der Errichtung von größeren Gedenkanlagen für die Kriegsteilnehmer vor der ehemaligen Stadtmauer (Siegessäule; 1872) und auf dem Markt (Siegesbrunnen; 1878) hatte man bereits im Jahr 1890 eine Gedenkanlage für die deutschen Kaiser Wilhelm I. und Friedrich III. in Giebichenstein errichtet (siehe Zwei-Kaiser-Denkmal). Giebichenstein wurde zwar im Jahr 1900 nach Halle eingemeindet, dennoch schuf man ein Jahr später auch direkt vor der ehemaligen Stadtmauer ein Kaiser-Wilhelm-Denkmal. Das begründete sich darin, dass die Bürgerschaft von Halle schon im Jahr 1896 ein Komitee gebildet hatte, worauf der Bau im Jahr 1898 beginnen konnte. Ein drittes Wilhelm-Denkmal, ein Obelisk mit Postament, befand sich zudem im 1950 nach Halle eingemeindeten Nietleben. Da man zahlreiche Persönlichkeiten der Stadt als Fürsprecher gewinnen konnte, konnte man schnell die erforderliche Summe aufbringen, doch die Zusage einer Großspende durch Albert Dehne erweiterte den finanziellen Rahmen erheblich. Der ursprüngliche Plan einer Wilhelm-Statue in einer Bogenhalle, der Parallelen zum Breslauer Denkmal aufwies, wurde daraufhin erweitert und an das Kaiser-Wilhelm-Nationaldenkmal angeglichen. Die zum Denkmal führende Straße (heute Gustav-Anlauf-Straße) wurde bereits 1902 nach ihm benannt.
Als Architekt der Anlage konnte man Bruno Schmitz beauftragen, der zuvor einige der größten Denkmäler Deutschlands geschaffen hatte, darunter das Kyffhäuserdenkmal (1892–1896), das Kaiser-Wilhelm-Denkmal an der Porta Westfalica (1892–1896) und das Kaiser-Wilhelm-Denkmal am Deutschen Eck (1897 eingeweiht). Dieser war zwar seit 1898 mit dem Völkerschlachtdenkmal in Leipzig beschäftigt, nahm sich aber auch die Zeit für das nahegelegene Halle. Als Bildhauer wurde Peter Breuer beauftragt. Zudem wirkte Christian Behrens an dem Denkmal mit, indem er die Bauplastiken schuf.
Am 26. August 1901 wurde das Denkmal eingeweiht. Nach der Novemberrevolution in der Folge des Ersten Weltkriegs (1918) wurde es aber zum Politikum, denn SPD, USPD und KPD forderten die Entfernung monarchischer Symbole aus dem öffentlichen Raum. Am 31. Dezember 1922 verübten Kommunisten einen Sprengstoffanschlag auf das Denkmal und zerstörten dabei die Statue Moltkes, was zu einer Gegenbewegung führte: Das konservative Lager, das in dem Denkmal ein Symbol des untergegangenen Kaiserreichs sah, sorgte für die Wiederherstellung und machte den Tag der Wiedereinweihung, den 11. Mai 1924, zum „Deutschen Tag“, zu dem unter anderem Erich Ludendorff, Felix Graf von Luckner, Georg Maercker, Magnus von Eberhardt, der Präsident des Kyffhäuserbundes Josias von Heeringen und der Prinz Oskar von Preußen erschienen. Das nationalistische Großereignis zog Schätzungen der Deutschen Allgemeinen Zeitung zufolge 120.000 Menschen an. Theodor Duesterberg von Stahlhelmbund versuchte zudem in seiner Rede, die Schuld auf alle politischen Gegner zu lenken: „Verantwortlich für die Sprengung des Moltke-Denkmals sind nicht die jugendlichen Kommunisten, sondern verantwortlich ist die Sozialdemokratie, die seit Jahrzehnten die Achtung vor Monarchie, Kirche und Staat untergraben hat.“ So wurde aus der „Enthüllungsfeier“ eine nationalistische Machtdemonstration, an deren Rande es zu Straßenschlachten mit Kommunisten kam.
Da die Kontrollratsdirektive Nr. 30 in der Sowjetischen Besatzungszone besonders streng umgesetzt wurde, wurden nach der Übergabe der Stadt von den USA an die Sowjetunion auch besonders viele Denkmäler zerstört. Dies betraf auch Gedenkanlagen aus der Zeit vor 1914, die ursprünglich gar nicht mit abgerissen werden sollten, darunter Siegesbrunnen, Siegessäule und Kaiser-Wilhelm-Denkmal. Der Abriss erfolgte bis zum Jahr 1947 und wurde im September 1948 als Materialspende für den Wiederaufbau der Oper sowie für die verkehrstechnische Optimierung des Wiederaufbaus gerechtfertigt.
Der einstige Standort wurde auch danach für Denkmäler genutzt. Zunächst entstand hier 1948 ein Denkmal für die Opfer des Faschismus (OdF) mit einer Plastik von Herbert Volwahsen. Zwanzig Jahre später wurde im Zuge der Umgestaltung des nördlichen Umfelds für das Fahnenmonument das OdF-Denkmal zum Trödel umgesetzt. Seit dem Jahr 2015 steht im nahen Umfeld ein Denkmal für die Opfer des Völkermordes an den Armeniern.

## Beschreibung
Das Kaiser-Wilhelm-Denkmal war eine Denkmalanlage mit einem zweiläufigen Wandelgang. Zentral in der Mitte des Halbrunds befand sich die Reiterstatue Wilhelms I. mit Pickelhaube und Umhang vor einem Nischenbogen, neben dieser standen Standbilder von Bismarck und Moltke als Paladine. Sie befanden sich auf einem – durch ein Geländer mit Balustraden begrenzten – Podest. Unterhalb der drei Denkmäler war ein Brunnenbecken angeordnet, in dem sich ebenso allegorische Plastiken befanden wie auf den Pylonen der Anlage. Es galt mit einer Höhe von 16 Metern und einer Breite von 67 Metern als eine der reichsweit größten und kostspieligsten Kaiserdenkmäler. Als Materialien kamen Granit und Alt-Warthauer Sandstein zum Einsatz.
Der architektonische Rahmen wurde großflächig durch Rustizierung mit Bossenwerk ausgestaltet. Zudem fanden sich an dieser Bogenhalle Friese, Reliefs, die Inschrift „Was in großer Zeit errungen, wahr’ es, kommendes Geschlecht“, angedeutete Obelisken und weitere Wasserbecken. Die Ikonografie folgte kriegerischen Motiven und umfasste unter anderem Waffenaufsätze. Die Pylonenfiguren waren von Löwen flankiert, die Trophäen trugen. Die Figuren im zentralen Wasserbecken sollten Siegfried und die Rheintöchter darstellen, die ihm Reichskrone und Reichsschwert reichen. Auch war ein mit Schlangen kämpfender Adler zu sehen. Angebracht wurden zudem Eiserne Kreuze sowie die Siegesdaten des Deutsch-Dänischer Krieges, des Deutschen Krieges und des Deutsch-Französischen Krieges. Weitere Inschriften lauteten „Suum Cuique“ und „Vom Fels zum Meer“, Wahlspruch des Königlichen Hausordens von Hohenzollern. Am Reiterdenkmal war „Wilhelm dem Großen – Die dankbare Bürgerschaft“ zu lesen.

## Kritik
Obwohl Gustav Droysen ursprünglich zu den Befürwortern des Denkmals gehörte, kritisierte er es nur wenig später als in Teilen „kitschig“. Curt Goetz schrieb in seinen Memoiren  des Peterhans von Binningen (1960) spöttisch: „Da reitet der alte Kaiser begleitet von Bismarck und Moltke, die zu Fuß gehen müssen. In einem geräumigen Wasserbecken spazieren zwei nackte Mädchen, sind außer sich über den hohen Besuch, fassen sich vor Entzücken an die dicken Busen und übergeben sich vor Freude.“